# Bhalohiya
Bhalohiya – gaun wikas samiti w środkowej części Nepalu  w strefie Narajani w dystrykcie Rautahat. Według nepalskiego spisu powszechnego z 2001 roku liczył on 676 gospodarstw domowych i 4077 mieszkańców (1898 kobiet i 2179 mężczyzn).